# 勇都朱砂古𤬪等处长官司
勇都朱砂古𤬪等处长官司，是元朝設置的一個长官司，治所位於現今中華人民共和國贵州省长顺县西南。元朝時隸屬於管番民总管。後來該长官司被廢除。